# Лука Терези
Лука Терези (Луг Терези; нім. Theresienwiese, Терезієнвізе) — площа або, точніше, спеціальна територія (майданчик) у Мюнхені. На території луки Терези проводять мюнхенський «Октоберфест», а також інші свята, блошині ринки та інші подібні заходи. Лука Терези розташовується в центрі Мюнхена, неподалік від місцевого Головного вокзалу. У північній частині луки розташована однойменна станція мюнхенського метрополітену, яка належить до ліній  та . 

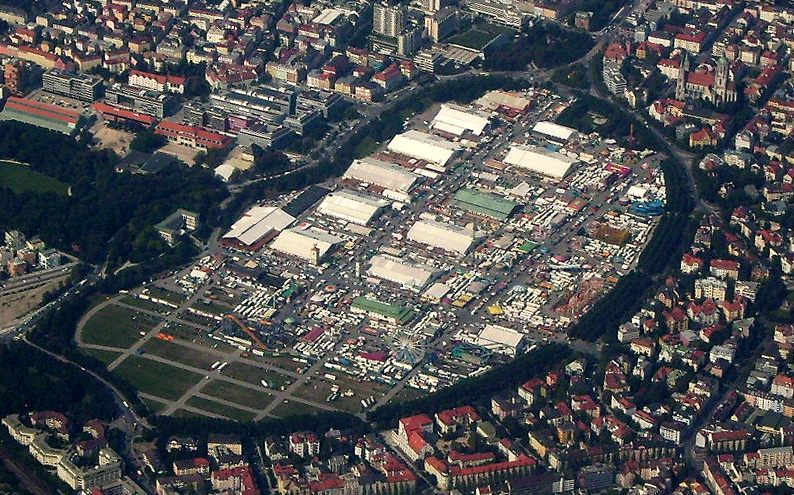
Вид на луг Терези під час Октоберфесту

Свою назву лука отримала на честь принцеси Терези Саксен-Гільдбурггаузенської, дружини Людвига I. На околиці луки розташована статуя Баварії.
Навесні на луці Терези також проводиться менш відомий аналог Октоберфесту — фестиваль Весняне свято, (нім. Frühlingsgfest), який мюнхенці називають «мала лука» (нім. die kleine Wiesn), а ще зимовий фестиваль «Tollwood», раз на чотири роки сільськогосподарська виставка і нерегулярні циркові вистави пересувних цирків.